# Риген
Риген (сл. Рујан, пољ. Rugia) је острво у Балтичком мору испред обале Западне Помераније. Риген је са 935 km² највеће острво Немачке. Налази се у немачкој савезној држави Мекленбург-Западна Померанија, и са два мања суседна острва (Хидензе и Уманц) чини Округ Риген. Године 2001. становништво острва је било 73.000.

## Географија
Острво Риген је повезано друмским и железничким мостом са градом Штралсунд на копну. Такође постоје 3 линије ферибота које повезују острво са копном. На обалама, нарочито источној, постоје бројна туристичка одмаралишта.
Највећи и главни град на острву је Берген на Ригену, а налази се у централном делу острва.
На острву постоје 3 заштићена резервата природе:
- Национални парк „Област лагуна Западне Помераније“ (нем. Vorpommersche Boddenlandschaft); западна обала Ригена и острво Хидензе
- Национални парк „Јасмунд“; мали парк који обухвата обалске стене од креде познате као „Краљев престо“ (нем. Königsstuhl)
- Резерват биосфере Југоисточни Риген

- Бинз
- Натионални парк Јасмунд

## Историја
На Ригену постоје трагови људског живота још од 4000 година пре нове ере.
Касније су острво населили досељеници из Скандинавије, германско племе по имену Ругијани по којима је острво добило име. У 7. веку острво је населило словенско племе под именом Рујани. Они су основали словенску кнежевину чији је политички и религијски центар био утврђени храм Свантовида на рту Аркона, на најсевернијој тачки острва. Дански краљ Валдемар I и бискуп Абсалон од Роскилде освојили су острво 1168, и уништили храм Свантовида, најсветије место северозападних Словена. Житељи поражене државе су преобраћени у хришћанство. Успостављена је монархија на острву под данским патронатом.
Острво је било под влашћу војвода Помераније (од 1325), а после је било део Шведске Помераније (од 1648). Године 1815. Риген постаје део Пруске. Тада почиње развој острва као летовалишта.